# Kerron Clement
Kerron Stephon Clement (Port of Spain, 31 de outubro de 1985) é um atleta e campeão olímpico  norte-americano, especialista nos 400 metros com barreiras.  Foi campeão olímpico na Rio 2016 e em Pequim 2008 e campeão mundial em Berlim 2009 e Osaka 2007.
Nasceu em Trinidad e Tobago, mas é naturalizado norte-americano.
Ganhou o ouro no revezamento 4x400m livres em Pequim 2008 por participar das eliminatórias. Nos 400 metros com barreiras, obteve a prata. Também possui 4 medalhas de ouro no Campeonato Mundial de Atletismo.
Em 2005 obteve a marca de 47,24s nos 400m c/barreiras, se tornando o 7ª melhor atleta da história da prova. Apenas seis atletas haviam obtido marcas melhores até este momento.

## Recordes pessoais
| Evento                         | Tempo (seg) | Local                 | Data                    |
| ------------------------------ | ----------- | --------------------- | ----------------------- |
| 100 metros                     | 10.23       | Coral Gables, Flórida | 14 de abril de 2007     |
| 200 metros                     | 20.48       | Coral Gables, Flórida | 14 de abril de 2007     |
| 400 metros                     | 44.48       | Estocolmo, Suécia     | 7 de agosto de 2007     |
| 60 metros c/barreiras (indoor) | 7.80        | Lexington, Kentucky   | 28 de fevereiro de 2004 |
| 110 metros c/barreiras         | 13.77       | Omaha, Nebrasca       | 8 de agosto de 2002     |
| 400 metros c/barreiras         | 47.24       | Carson, California    | 26 de junho de 2005     |